# 石家荘鉄道大学
座標: 北緯38度04分58秒 東経114度30分32秒 / 北緯38.0828度 東経114.5089度
石家荘鉄道大学（せっかそうてつどうだいがく、Shijiazhuang Tiedao University、略称 STDU,  Tieda and Tieyuan; Chinese: 石家庄铁道大学）とは、中華人民共和国河北省石家荘市にある公立大学である。
交通、運送、工程、土木などの専攻を設置し、中国鉄道業界に深い関係を持つ。中国国家鉄路集団に所属する重点大学である。

## 沿革
- 1950年6月 起源となる鉄道兵幹部学校を中央人民政府人民革命軍事委員会が創設。
- 1950年9月1日 前身の鉄道兵団幹部学校が北京市で創立。
- 1951年5月 石家荘市へ移転。
- 1954年4月 鉄道兵学校へ改称。
- 1961年5月  第一鉄道兵学校へ改称。
- 1962年7月 鉄道兵学院へ改称。
- 1976年1月 鉄道兵技術学校へ改称。
- 1978年1月 鉄道兵工程学院へ改称。
- 1984年1月 鉄道部に設置者が移行。
- 1984年4月 石家荘鉄道学院へ改称。
- 2000年1月 河北省人民政府・教育部、国防科技工業局、鉄道局の共同運営へ移行。
- 2010年3月 石家荘鉄道大学へ改称。
- 2016年 河北省重点大学に指定。

## 学部
- 土木工程学院
- 机械工程学院
- 管理学院
- 経済・法律学院
- マルクス主義学院
- 交通運輸学院
- 建筑・技術学院
- 材料科学・工程学院（材料実験センター）
- 電気・電子工程学院
- 情報科学・技術学院
- 安全工程・応急管理学院
- 語言文化学院 
  - 日本語
  - 英語
  - ロシア語
- 工程力学系
- 数理系
- 体育部
- 研究生学院 (党委研究生工作部）
- 高等技術学院
- 継続教育学院
- 国際教育学院
- 四方学院

## 付属機関
- 図書館
- 国防交通研究所